# روبرت جيبسون (مجدف)
روبرت جيبسون هو مجدف كندي، ولد في 2 فبراير 1986 في كينغستون في كندا.

## وصلات خارجية
- روبرت جيبسون على موقع الاتحاد الدولي للتجديف (الإنجليزية)
- روبرت جيبسون على موقع اللجنة الأولمبية الدولية (الإنجليزية)
- روبرت جيبسون على موقع أوليمبيديا (الإنجليزية)